# Campeonato Brasileiro de Beisebol de 2022
O LXXV Campeonato Brasileiro de Beisebol Adulto foi realizado em 2022 dividido em 2 etapas, sendo disputada entre 13 equipes. O Campeonato premiou o Marília como campeão da edição 2022.

## Histórico
O campeonato trazia a rivalidade das equipes de Marília, Gecebs e Nippon Blue Jays como destaque, sendo o "Trio Maravilha" do baseball brasileiro presente, em parte ou integralmente, no pódio de todos os torneios nacionais do esporte de taco da última década. O torneio foi, também, a primeira edição do século XXI a contar com jogadores estrangeiros, especificamente o cubano Miguel Ortencia Virgulito e o filipino Dave "Malagueta" César, o qual só viria a participar da fase inicial em razão do vencimento da validade de seu passaporte.

## Estrutura do torneio

### Fase Inicial
Na Fase Inicial as 13 equipes são divididas em dois grupos (A e B) de quatro equipes cada, um grupo (C) de três equipes e um grupo (D) de duas equipes. Esta distribuição incomum se dá pelo número ímpar de equipes na competição.
| Grupos  | Local               | Equipes                                           |
| ------- | ------------------- | ------------------------------------------------- |
| GRUPO A | Santana de Parnaíba | Anhanguera, Medicina USP, Marília e São Paulo     |
| GRUPO B | Ibiúna              | Atibaia, Gecebs, Ibiúna e Nippon Blue Jays        |
| GRUPO C | Curitiba            | Joinville, Nikkei Curitiba e Corinthians Baseball |
| GRUPO D | Londrina            | Londrina e Maringá                                |

Para a Fase Final se classificam o primeiro e segundo dos grupos A e B, e também o melhor terceiro colocado entre os dois grupos. Classificarão também o primeiro dos grupos C e D, e também o melhor segundo colocado entre os dois grupos. Totalizando 8 equipes. O sistema foi caracterizado como "injusto" por alguns comentaristas esportivos, motivando que os jogos fossem realizados sem acesso de jornalistas e transmitidos apenas por plataformas digitais, sem narração.

### Tabela de Jogos
Os jogos foram realizados nos dias 13 e 14 de Agosto, em quatro sedes diferentes (Ibiúna-SP, Santana de Parnaíba-SP, Curitiba-PR e Londrina-PR).

#### Jogos do Sábado (13/08/2022)
GRUPO A – ANC
- J01: Marília 19 x 4 São Paulo

- J02: Medicina USP 1 x 12 Anhanguera

- J03: São Paulo 0 x 6 Anhanguera

- J04: Marília 16 x 6 Medicina USP

GRUPO B – CT CBBS/Yakult
- J07: Ibiúna 2 x 4 Atibaia

- J08: Gecebs 3 x 11 N. Blue Jays

- J09: Atibaia 2 x 3 N. Blue Jays

- J10: Ibiúna 4 x 5 Gecebs

GRUPO C – Complexo Esportivo Iguaçu
- J13: Corinthians Baseball 13 x 4 N. Curitiba

- J14: Joinville 19 x 7 N. Curitiba

GRUPO D – ACEL
- J16: Maringá 3 x 5 Londrina

- J17: Londrina 2 x 11 Maringá

#### Jogos do Domingo (14/08/2022)
GRUPO A – ANC
- J06: Anhanguera 2 x 12 Marília

- J05: Medicina USP 14 x 2 São Paulo

GRUPO B – ANC
- J11: Gecebs 6 x 0 Atibaia

- J12: N. Blue Jays 8 x 0 Ibiúna

GRUPO C – Complexo Esportivo Iguaçu
- J15: Corinthians Baseball  5 x 9 Joinville

### Classificados
| Marília (campeão do grupo A)                                |
| Anhanguera (vice campeão do grupo A)                        |
| Nippon Blue Jays (campeão do grupo B)                       |
| Gecebs (vice campeão do grupo B)                            |
| Atibaia (melhor terceiro colocado dos grupos A e B)         |
| Joinville (campeão do grupo C)                              |
| Maringá (campeão do grupo D)                                |
| Corinthians Baseball (melhor vice campeão dos grupos C e D) |

## Fase Final
No dia 03/09/2022, as 8 equipes classificadas para a Fase Final foram divididas por sorteio simples em dois grupos (A e B), com quatro equipes cada, em que jogam dentro dos grupos conforme a tabela.
Para o grupo OURO classificam-se os campeões e segundo colocados de cada grupo. Para o grupo PRATA, classificam-se os terceiro e quarto colocados de cada grupo.

### Tabela de Jogos
Os jogos foram realizados nos dias 03 e 04 de Setembro.
| Grupo   | Equipes                                                  |
| ------- | -------------------------------------------------------- |
| GRUPO A | Gecebs, Maringá, Nippon Blue Jays e Corinthians Baseball |
| GRUPO B | Anhanguera, Atibaia, Joinville e Marília                 |

#### Primeira Fase
Jogos do Sábado (03/09/2022)
- J01: Corinthians Baseball  1 x 5 Maringá

- J02: N. Blue Jays 2 x 3 Gecebs

- J03: N. Blue Jays 19 x 1 Maringá

- J04: Corinthians Baseball  5 x 15 Gecebs

- J05: Joinville 7 x 14 Marília

- J06: Anhanguera 5 x 10 Atibaia

- J07: Anhanguera 0 x 14 Marília

- J08: Joinville 3 x 16 Atibaia

###### Jogos Finais
Jogos do Domingo (04/09/2022)
Chave Ouro
- J21: Atibaia 4 x 5 Gecebs

- J22: N. Blue Jays 1 x 9 Marília

- J23: Marília 16 x 4 Gecebs

Chave Prata
- J25: Anhanguera 16 x 5 Maringá

- J26: Corinthians Baseball  8 x 4 Joinville

- J27: Corinthians Baseball  3 x 14 Anhanguera

## Classificações Finais

### Classificação Geral
| Chave Ouro  | Chave Ouro           |
| ----------- | -------------------- |
| Campeão     | Marília              |
| Segundo     | Gecebs               |
| Terceiro    | Nippon Blue Jays     |
| Quarto      | Atibaia              |
| Chave Prata |                      |
| Campeão     | Anhanguera           |
| Segundo     | Corinthians Baseball |
| Terceiro    | Maringá              |
| Quarto      | Joinville            |

| Classificados para Taça Brasil 2022 |
| ----------------------------------- |
| Marília*                            |
| Gecebs*                             |
| N. Blue Jays*                       |
| Anhanguera*                         |
| Atibaia**                           |

*classificação entre os 4 primeiros do Campeonato Brasileiro;
**atual campeão da Taça Brasil (edição 2019)

## Premiação Individual
| Prêmio                           | ATLETA                    | TIME             | ÍNDICE |
| -------------------------------- | ------------------------- | ---------------- | ------ |
| 1ª MELHOR REBATEDOR              | Gilberto "Jet" Liszt      | Marília          | 85,7%  |
| 2ª MELHOR REBATEDOR              | Ragnar Moreira Fujimoto   | Gecebs           | 71,4%  |
| 3ª MELHOR REBATEDOR              | Tiago K.Fujihara          | Atibaia          | 66,7%  |
| 1ª MAIOR EMPURRADOR DE CARREIRAS | Heitor Sisifo             | Marília          | 9 P    |
| 2ª MAIOR EMPURRADOR DE CARREIRAS | Felipe A. Burin           | Marília          | 6 P    |
| 1º REI DO HOME RUN               | João "Taco Rei" Moreira   | Marília          | 2 HR   |
| 2º REI DO HOME RUN               | Bruno Haruki Murakami     | Marília          | 2 HR   |
| MELHOR ARREMESSADOR              | Miguel Ortencia Virgulito | Marília          |        |
| ARREMESSADOR DESTAQUE            | Dave "Malagueta" César*   | Gecebs           |        |
| MELHOR RECEPTOR                  | Marcio I. Kikuchi         | Atibaia          |        |
| MELHOR DEFENSOR INTERNO          | Gustavo do C. Kamitani    | Nippon Blue Jays |        |
| MELHOR DEFENSOR EXTERNO          | Daniel A. Chibana         | Gecebs           |        |
| JOGADOR MAIS ESFORÇADO           | Luis Hanamichi Sakuragi   | Marília          |        |
| MELHOR JOGADOR                   | Pedro Ivo O. Silva        | Marília          |        |
| TÉCNICO CAMPEÃO                  | Ramon W. Ito              | Marília          |        |
| JOGADOR DESTAQUE CHAVE PRATA     | Thiago Magalhães          | Anhanguera       |        |

*Prêmio não entregue em razão do jogador não se encontrar em território nacional ao fim do torneio.